# Amnon Lipkin-Șahak
Amnon Lipkin-Shahak sau Șahak (în ebraică אמנון ליפקין-שחק‎; n. 18 martie 1944, Tel Aviv, Palestina sub mandat britanic – d. 19 decembrie 2012, Ierusalim, Palestina) a fost un general de armată și om politic israelian. A îndeplinit funcția de șef al Marelui Stat Major al Armatei Israeliene în perioada 1995-1998.
În perioada 1983-1986, generalul Amnon Lipkin-Șahak (Shahak) a fost comandant al Armatei de Centru a Israelului, apoi între anii 1986-1991 a fost comandantul Serviciului de Informații Militare (AMAN).
A fost deputat în Knesset din partea Partidului de centru și apoi a mișcării "Israel Ahat" a fostului său comandant, devenit lider laburist, Ehud Barak. A îndeplinit și funcțiile de ministru al turismului și al transporturilor.

## Familia și copilăria
Născut la Tel Aviv, pe atunci Palestina, sub mandat britanic, azi în Statul Israel, la 18 martie 1944, Amnon Lipkin-Șahak (Shahak) este urmaș direct al rabinului Israel Lipkin din Salant, cunoscut ca Rabbi Israel Salanter, întemeietorul mișcării morale religioase Musar între evreii din Lituania.
Străbunicul generalului, comerciantul Itzhak Lipkin, venit din Imperiul Rus în anul 1904, a fost unul din pionierii sioniști religioși ai reașezării evreilor în Palestina.

El era fondatorul a două noi cartiere evreiești la Ierusalim - Ohel Shlomo și Shaarey Ierușalaim.
Ca absolvent al internatului militar de pe lângă prestigiosul gimnaziu real din Haifa, Amnon Lipkin Șahak (Shahak) s-a înrolat în armată în  anul 1962, având deja gradul de caporal. Înainte de a opta pentru cariera militară se gândise să învețe dreptul.

## Cariera militară
În anul 1962 s-a înrolat în brigada de parașutiști. A participat la acțiunile israeliene de represalii împotriva  fedainilor arabi palestineni din Djenin și Samua. La Războiul de Șase Zile din iunie 1967 a luat parte în calitatea de comandant adjunct de batalion, iar după terminarea războiului a comandat  unitatea specială Duhifat (Pupăza) care a luptat în acțiunea de la Karame (Iordania) contra unităților Organizației de Eliberarea Palestinei.
În aprilie 1973, în fruntea unui batalion parașutat al Nahal (Tineretul agricultor-militar)  a luptat în acțiuni militare împotriva forțelor palestinene din Liban. În aprilie acelaș an a fost între combatanții care au luat  parte la acțiunea de comando  "Primăvara tinereții" care a avut drept scop uciderea mai multor comandanți ai OEP la Beirut, responsabili de organizarea multor acțiuni de teroare contra cetățenilor israelieni.
În cursul Războiului de Yom Kippur în octombrie 1973 a fost comandant adjunct al brigazii de parașutiști care a luptat la "Ferma chinezească" și în zona Ismailia. 
În anul 1977 a fost numit comandant al brigăzii de parașutiști, și a servit in această funcție, între altele, în operația Litani în sudul Libanului. 
În Războiul din Liban din iunie 1982  dintre Israel și organizațiile de gherilă palestinene a fost comandantul forței numite " de oțel" și a fost mai pe urmă comandantul zonei militare Beirut. In anul 1983 a fost promovat comandant al frontului de centru al armatei israeliene, iar în 1986 comandant al serviciului de informații al armatei.
Ca adjunct al șefului statului major (comandant al serviciului de operațiuni) al armatei, între anii 1991-1995  a comandat Operația Shlomo de aducere în Israel a evreilor Beta Israel din Etiopia. De asemenea  a fost însărcinat de primul ministru Ițhak Rabin cu conducerea delegației israeliene la negocierile de la Taba cu OEP.
La 1 ianuarie 1995 Amnon Lipkin Șahak (Shahak) a fost ridicat la rangul de general de armată și a luat locul lui Ehud Barak la comanda Statului Major al armatei israeliene.
În această calitate, în timpul negocierilor cu Siria, s-a întâlnit cu șeful statului major al armatei siriene.
Ca soldat și ca ofițer, Amnon Lipkin Șahak (Shahak) a fost decorat de două ori cu medalia pentru vitejie ca urmare a participării sale la luptele de la Karame și în operația de comando Primăvara tinereții. Ca șef al statului major al armatei Israelului a fost decorat de Statele Unite cu ordinul Legiunii de Merit cu grad de comandant.
De asemenea  este licențiat al facultății de istorie a Universității din Tel Aviv (B.A.)
Generalul Lipkin Șahak (Shahak) a fost absolventul colegiului militar pentru comandanți al Israelului, al colegiului de securitate națională și al cursului de comandanți al forțelor de Marines a SUA.

## Activitatea politică și administrativă
Imediat după ce s-a eliberat din rândurile armatei în anul 1998 a criticat aspru politica primului ministru Binyamin Netanyahu și a anunțat că are intenția de a-i fi contra-candidat la alegerile pentru conducerea guvernului.
Împreună cu politicienii Dan Meridor și Roni Milo a întemeiat un Partid de centru, dar pe baza sondajelor de opinie, la conducerea noului partid i-a fost preferat un alt erou și fost general, considerat mai popular, Itzhak Mordehai.
La alegerile din 1999 a fost ales ca unul din cei șase deputați în Knesset ai noului partid de centru și a devenit ministru al turismului. Odată cu demisia lui Itzhak Mordehai în urma unui scandal în jurul unor infracțiuni din trecut de abuzuri sexuale în relațiile cu soldate aflate sub comanda sa, Amnon Lipkin Șahak (Shahak)l-a înlocuit pe acesta și în funcția de ministru al transporturilor.
Mai târziu a părăsit partidul de centru și a intrat în mișcarea "Israel Ahat" (Israel 1) fondată pe baza Partidului Muncii de către fostul său comandant, Ehud Barak.
Ca urmare a eșecului lui Barak de a fi reales ca prim ministru în anul  2001 Amnon Lipkin-Șahak (Shahak) a demisionat din parlament, a părăsit politica și a devenit președintele concernului grupului Tahal, activ în numeroase proiecte inginerești în Israel și în lume, între altele în domeniul aprovizionării cu apă.
În decembrie 2003 Amnon Lipkin Șahak s-a numărat printre personalitățile israeliene de stânga  care au semnat la Geneva împreună cu o delegație de personalități palestinene, un model neoficial de acord de compromis între Israel și arabii palestineni. Inițiativa , cunoscută ca „Inițiativa Geneva”, și care nu avut urmări până astăzi, a fost încurajată de către guvernul elvețian și de fostul președinte american Jimmy Carter.

În august 2006 Amnon Lipkin Șahak (Shahak) a fost numit de ministrul apărării de atunci, Amir Peretz
în fruntea unei comisii numite pentru a ancheta modul în care a fost condus al doilea război din Liban, contra milițiilor șiite Hezbollah în iulie 2006. Comisia a fost, însă, dizolvată în urma demisiei din motive personale a generalului de aviație Herzl Budinger. În locul ei a fost numită o altă comisie condusă de judecătorul Vinograd.
În ianuarie 2009 a fost numit președinte provizoriu al consiliului de adinistrație al companiei aviatice private israeliene El Al.
Amnon Lipkin-Șahak (Shahak) a fost căsătorit cu ziarista Tali Lipkin-Șahak (Shahak) și a avut șase copii. El a fost în trecut tratat cu succes pentru o leucemie. În ultimii ani s-a îmbolnăvit din nou și a decedat în decembrie la spitalul Hadasa din Ierusalim. A fost înmormântat la cimitirul Kiryat Shaul din Tel Aviv.

## Legături externe
- he  Date biografice în știrea cu privire la decesul său, ziarul Maariv, online 19 decembrie 2012